# Động vật bay lượn

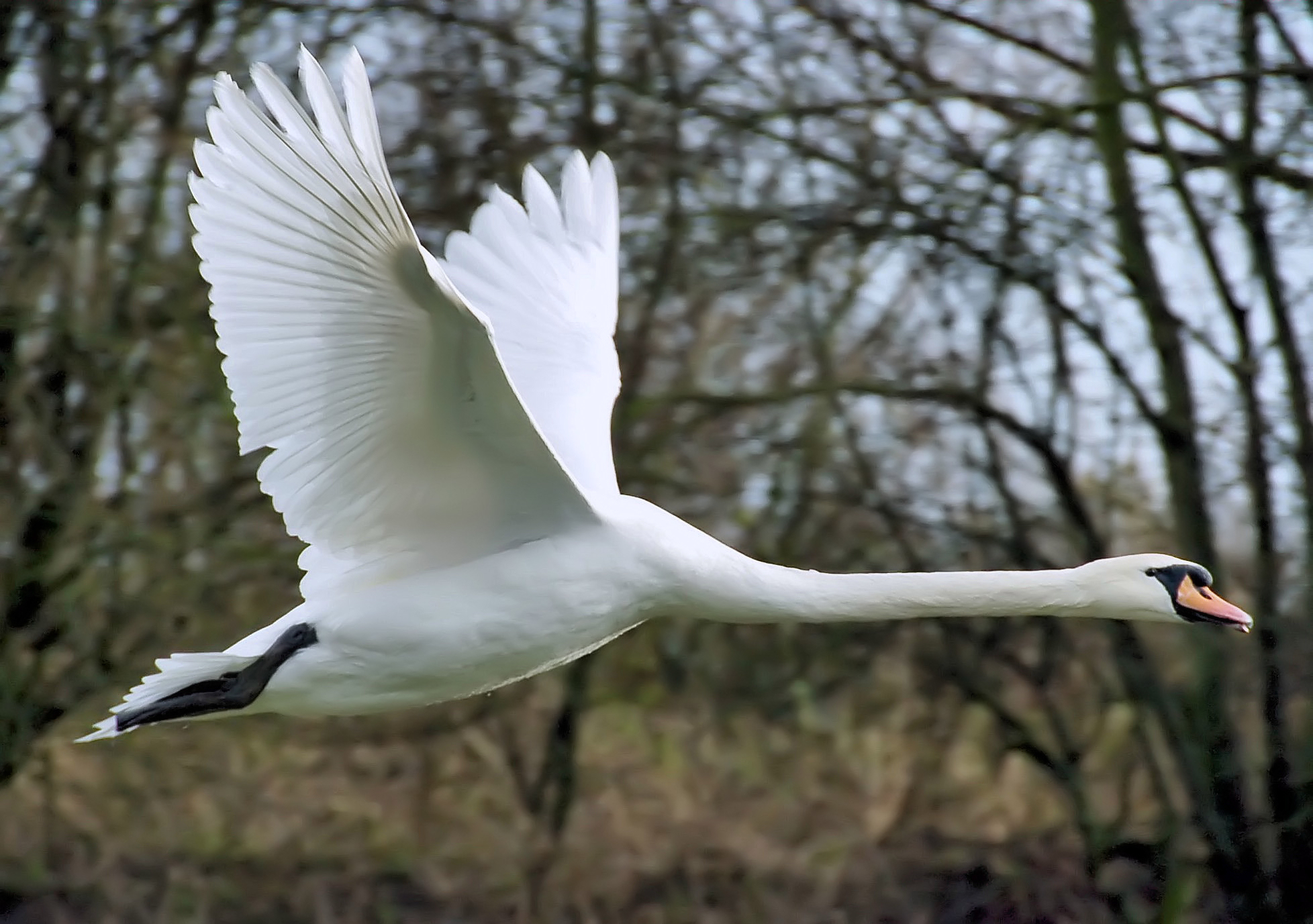
Một con thiên nga đang cất cánh bay

Động vật bay lượn hay động vật biết bay là các loài động vật có khả năng chuyển động hay di chuyển trên không trung bằng cách bay khỏi mặt đất hoặc thông qua cơ chế lướt đi, trượt lướt hoặc theo kiểu thả dù. Một số động vật đã phát triển chuyển động trên không, hoặc là cất cánh bay hoặc bằng cách trượt, vút bay, lướt qua một quãng đường trên không trung (di chuyển không chạm đất trong một thời gian đáng kể).

## Đại cương
Động vật bay lượn (động vật ăn thịt) đã tiến hóa riêng rẽ nhiều lần, không có tổ tiên nào. Những động vật bay lượn đã tiến hóa ít nhất bốn lần, trong lần đầu tiên là các loài côn trùng, thằn lằn biết bay, chim và dơi. Việc chao liệng, nhảy lướt trong không trung đã phát triển nhiều lần. Thường sự phát triển này là để hỗ trợ động vật tán cây trong việc di chuyển từ cây này sang cây, mặc dù có những khả năng khác chẳng hạn như leo trèo hoặc chuyền cành.
Đặc biệt, việc tiến hóa khả năng lướt đi giữ các tán cây đã phát triển giữa các loài động vật rừng nhiệt đới, đặc biệt là ở các khu rừng nhiệt đới ở châu Á (đặc biệt là ở Borneo) nơi những cây cao và tán rộng. Một số loài động vật thủy sinh, và một vài loài lưỡng cư cũng đã phát triển để đạt được khả năng bay nhanh này, thường là một biện pháp để trốn tránh kẻ thù như là cơ chế tự vệ của động vật.

## Các loại

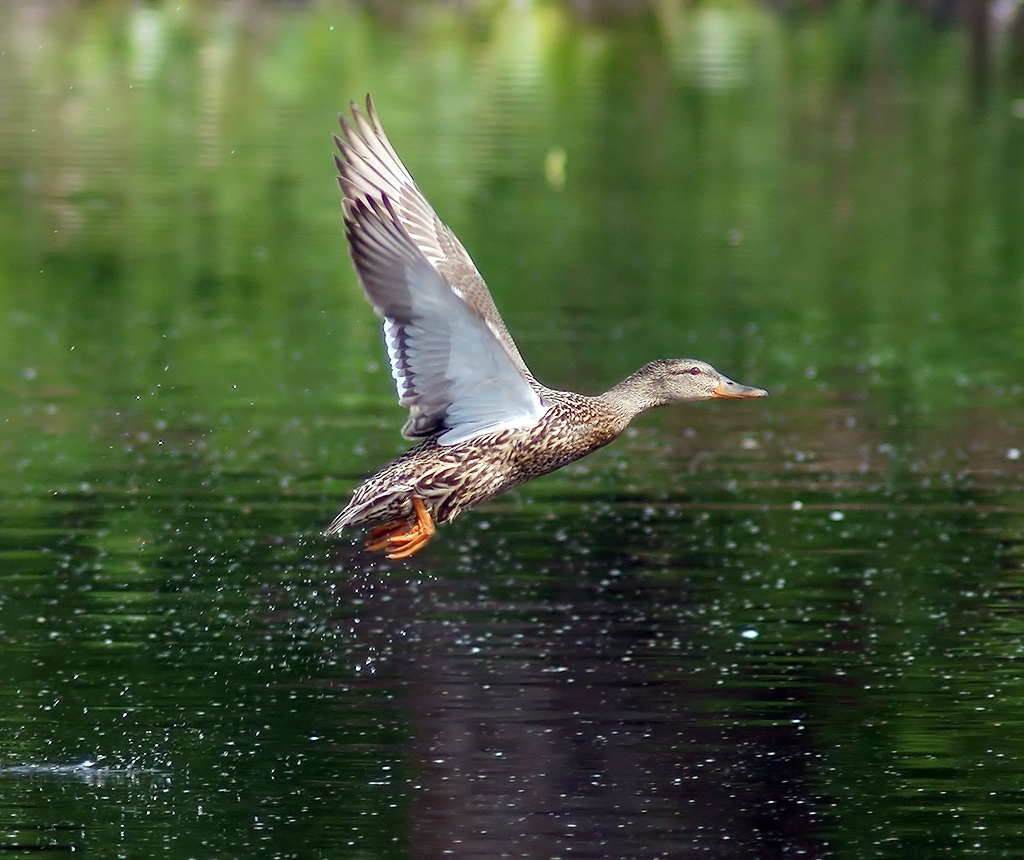
Một con vịt đang bay

Chuyển động trên không của động vật có thể được chia thành hai loại là chạy và không chạy. Trong các phương thức không chạy bằng năng lượng, động vật sử dụng lực lượng khí động học do cơ thể gây ra do gió hoặc rơi xuống trong không khí theo hình thức kiểu như nhảy dù. Trong hình thái bay liệng bằng động cơ, con vật sử dụng sức mạnh cơ bắp để tạo ra các lượng khí động học để cất cánh và bay lượn theo cơ chế đập cánh giữa không trung. Động vật ở dạng thứ nhất không thể duy trì được độ cao và tốc độ do lực kéo không bị cản trở và chúng chỉ bay được trong một quảng ngắn.
Trong khi động vật dạng thứ bai có thể duy trì được tốc độ bay ổn định miễn là các cơ bắp của chúng có đủ khả năng làm như vậy. Các phương thức di chuyển này đòi hỏi một động vật bắt đầu từ vị trí nâng lên (cất cánh), chuyển năng lượng tiềm năng đó thành động lực và sử dụng các lực lượng khí động học để kiểm soát quỹ đạo và góc độ hạ lưu. Năng lượng liên tục bị mất để kéo mà không bị thay thế, do đó các phương pháp này của sự vận động có giới hạn phạm vi và thời gian.
Bay thẳng lên không trung bằng cách trượt trong không khí chuyển động hoặc tăng không khí đòi hỏi sự thích nghi sinh lý và hình thái đặc biệt có thể duy trì động vật ở trên mà không vỗ cánh. Không khí tăng là do nhiệt, nâng núi hoặc các tính năng khí tượng khác. Trong điều kiện thích hợp, tăng cao tạo ra một tăng độ cao mà không cần tốn nhiều năng lượng. Cần có đôi cánh rộng để tăng hiệu quả. Nhiều loài sẽ sử dụng nhiều trong số các phương thức này vào những thời điểm khác nhau; một con chim ưng sẽ sử dụng máy bay tăng để tăng, sau đó bay lên nhiệt, sau đó đi xuống thông qua việc tự do rơi để bắt con mồi của nó.
Trượt và nhảy dù cũng là một cách thức di chuyển, trong khi trượt chạy độc lập với việc bay, nó có một số lợi thế về sinh thái của riêng nó. Lượn lướt là một cách vận chuyển rất hiệu quả năng lượng từ cây này sang cây khác. Một luận cứ được đưa ra là nhiều động vật bay lượn ăn thức ăn có năng lượng thấp như lá và bị hạn chế bởi vì điều này, trong khi động vật ăn nhiều thực phẩm có năng lượng cao như trái cây, mật hoa và côn trùng. Ngược lại với cất cánh bay, trượt lướt đã phát triển độc lập nhiều lần (hơn một chục lần trong số các động vật có xương sống còn tồn tại), tuy nhiên các nhóm này không chiếm gần như nhiều nhóm động vật bay.

## Tiến hóa

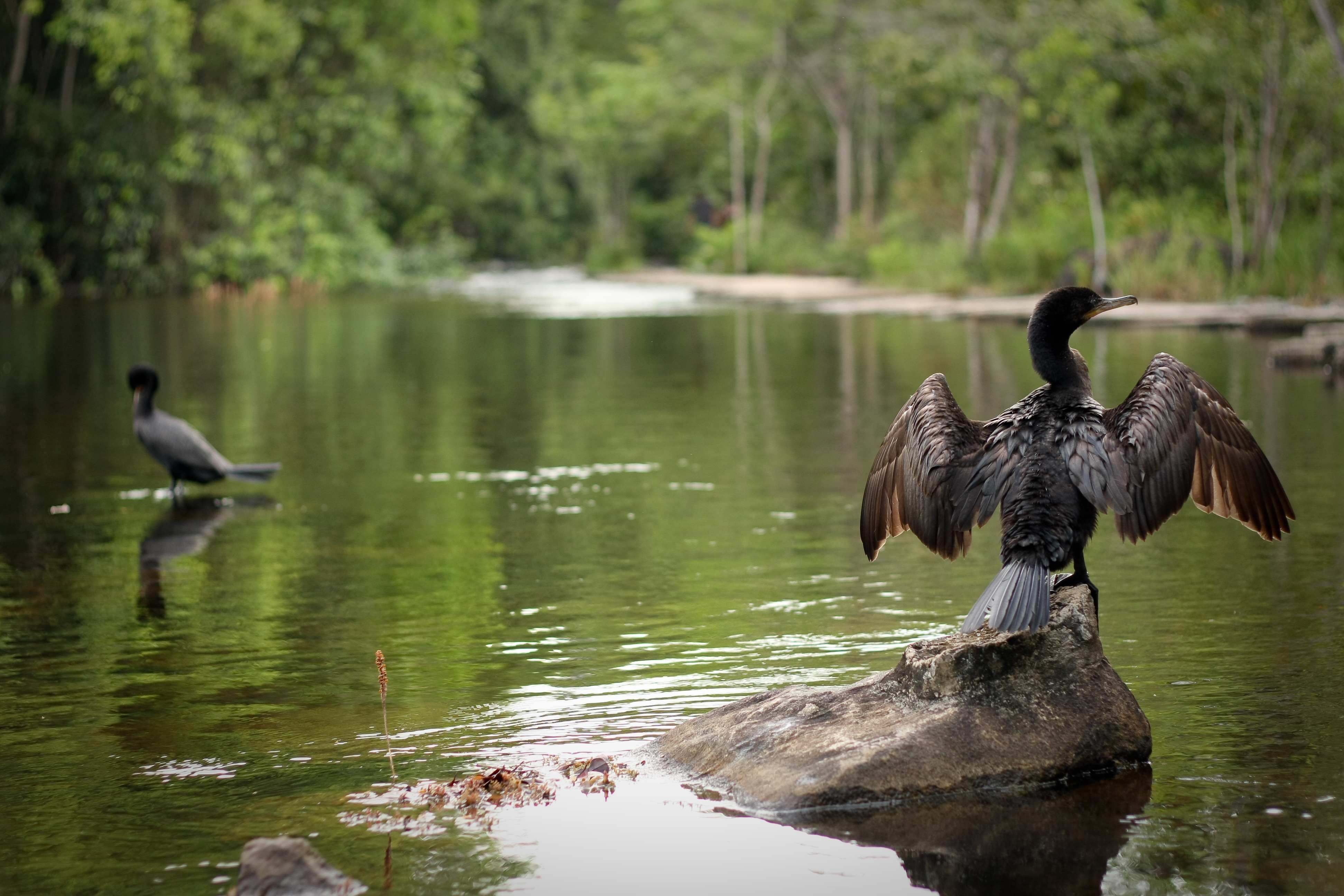
Đôi cánh là một cơ chế tiến hóa thích nghi với việc bay lượn

Trên toàn thế giới, sự phân bố của động vật trượt lướt là không đều vì hầu hết các khu rừng mưa ở Đông Nam Á. (Mặc dù các sinh cảnh rừng mưa có vẻ phù hợp, ít loài được tìm thấy ở Ấn Độ hoặc New Guinea và không có ở Madagascar.) Ngoài ra, một loài động vật có xương sống khác đang được tìm thấy ở châu Phi, một họ ếch đang sống ở Nam Mỹ và một số loài loài sóc bay được tìm thấy trong rừng ở Bắc Á và Bắc Mỹ.
Các yếu tố khác nhau tạo ra sự chênh lệch này. Ở các khu rừng ở Đông Nam Á, các tán cây rộng (thường là cây dipterocarps) cao hơn các tán rừng khác. Một sự khởi đầu cao hơn mang lại lợi thế cạnh tranh cho việc lướt tiếp và đi xa hơn. Kẻ săn mồi có thể tìm kiếm con mồi hiệu quả hơn. Sự phong phú ở mức thấp của côn trùng và động vật có xương sống nhỏ cho các loài động vật ăn thịt (như thằn lằn) ở rừng châu Á (Ở Úc, nhiều loài động vật có vú (và tất cả các loài cá có vú) đều có đuôi trước khi chết.
Sự phong phú của lianas (nho cây gỗ) có thể cản trở các tàu lượn nhưng hỗ trợ các loài leo trèo hơn. Các quần thể khác nhau có thể liên quan đến sự phổ biến ở Nam Mỹ (so với châu Phi hoặc Đông Nam Á). Có thể nói, các loài động vật bay lượt khá phổ biến ở Đông Nam Á vì những cánh rừng này cởi mở hơn (có nhiều chỗ để lướt đi) hơn các khu vực ở Nam Mỹ. Ở những khu rừng rậm rạp, một cái đuôi prehensile giúp cây chuyển động tốt hơn.
Ngoài ra, rừng nhiệt đới Nam Mỹ có xu hướng có nhiều hơn vì có ít động vật lớn hơn ăn thịt chúng so với châu Phi và châu Á. Vì các động vật nhỏ nhất thiết phải có tỷ lệ bề mặt và thể tích cao hơn các dạng tương tự, các lực lượng khí động học có ảnh hưởng lớn hơn đến chúng. Những thay đổi nhỏ này cung cấp các lợi ích gia tăng đối với việc phát triển hơn nữa của việc trượt.
Sự tiến hóa của khả năng bay là một trong những động thái nổi bật và đòi hỏi nhiều nhất trong sự tiến hóa của động vật, và đã thu hút sự chú ý của nhiều nhà khoa học nổi tiếng và tạo ra nhiều lý thuyết. Hơn nữa, vì các động vật bay có xu hướng nhỏ và có khối lượng thấp (cả hai đều làm tăng tỷ lệ diện tích bề mặt so với khối lượng), côn trùng là những nhóm đầu tiên phát triển khả năng bay, khoảng 350 triệu năm trước.
Nguồn gốc phát triển của cánh côn trùng vẫn còn trong tranh cãi, một gợi ý là cánh ban đầu được sử dụng để bắt gió cho côn trùng nhỏ sống trên mặt nước, những nhóm bò sát là nơi tiếp theo để phát triển khả năng bay, khoảng 228 triệu năm trước. Những loài bò sát này là họ hàng gần nhất của các con khủng long và đạt được kích cỡ to lớn, với một số dạng cuối cùng là động vật bay lớn nhất từng sống trên trái đất, có các bộ cánh dài hơn 9,1 m (30 ft). Tuy nhiên, chúng đã trải qua một loạt các kích cỡ.